# ArtistShare

Logo von ArtistShare

ArtistShare ist eine US-amerikanische Crowdfunding-Internetplattform und zugleich ein Independent-Label, das vor allem im Jazzbereich hervorgetreten ist. Die von Fans aufgebrachten Geldmittel erlauben eine direkte Finanzierung der künstlerischen Projekte, aber auch die öffentliche Transparenz über den Produktionsprozess und teilweise auch Zugang zu zusätzlichem Material des Künstlers. Auch etablierte Künstler wie Jim Hall, Patrick Williams, Bob Brookmeyer, Ed Neumeister, Geoffrey Keezer, Rachel Z, Jane Ira Bloom oder Ingrid Jensen haben sich mit ArtistShare verbunden. Produktionen des Label wurden bisher mit 6 Grammys ausgezeichnet.

## Geschichte
Brian Camelio gründete ArtistShare im Jahr 2000; zugrunde lag seine Idee, dass Fans auch im Voraus die Finanzierungskosten für Albenproduktionen aufbringen würden. Musiker bekamen so die Möglichkeit, ihre Alben mit Hilfe ihrer Fans zu finanzieren. Diese erhielten im Austausch für ihre Zuwendungen exklusive Einblicke in den kreativen Schaffungsprozess und konnten aktiv daran teilnehmen. Zugleich wurden die entstehenden Werke nur noch über das Internet vertrieben. Diese Besonderheiten führten zugleich günstigere Vertragsbedingungen für die Künstler.
ArtistShare nahm 2003 seine Arbeit auf; es gilt als erste Crowdfunding-Webseite für Musik und wurde als völlig neues Geschäftsmodell verstanden, bei dem sowohl der Künstler als auch die finanzierenden Fans profitierten und die Beziehung zwischen Künstler und Fans gestärkt und loyal gestaltet wurde. Mit der damals noch unter dem Begriff Fanfunding betriebenen Plattform ermöglichte ArtistShare nicht nur den Musikern eine völlig neue Form Label-unabhängiger Finanzierung, sondern  auch Fans die Möglichkeit bot, von Beginn an in den Entstehungsprozess eines Musik-Albums einbezogen zu werden. Bei der Gründung der europäischen Musikfinanzierungs-Plattform SellaBand im Jahr 2006 wurde erstmals der Begriff des Crowdfundings verwendet; diesen beiden Pionieren folgten später andere Plattformen wie SliceThePie (2007), Indiegogo (2008) oder – nicht mehr nur auf Musikproduktionen beschränkt – Kickstarter (2009). 2010 starteten mit Startnext, mySherpas, Inkubato und Pling die ersten vier Crowdfunding-Plattformen in Deutschland, denen Anfang 2011 VisionBakery folgte. Anders als die Nachfolger konzentrierte sich ArtistShare auf den Bereich von Jazz und klassischer Musik.
2005 wurde Maria Schneiders Concert in the Garden der erste Tonträger in der Geschichte des Grammy, der diese Auszeichnung gewann, ohne dass er in den Läden verfügbar war. Das bei ArtistShare veröffentlichte Album war das erste über Crowdfunding finanzierte Projekt.

## Auszeichnungen von Produktionen des Labels
Nach dem Grammy für das Best Large Jazz Ensemble Album für Schneiders Concert in the Garden gewann im Folgejahr Billy Childs einen Grammy für die beste Instrumentalkomposition Into the Light, die auf seiner ArtistShare-Veröffentlichung Lyric enthalten ist.
2007 erhielt das gleichfalls auf dem Label veröffentlichte Album Simpático von Brian Lynch mit Eddie Palmieri den Grammy Award for Best Latin Jazz Album.
Maria Schneider holte 2008 einen weiteren Grammy für die „Best Instrumental Composition“ mit Cerulean Skies, einem Titel ihrer Produktion Sky Blue. 2011 wurde Billy Childs mit einem Grammy für die beste Instrumentalkomposition ausgezeichnet, The Path among the Trees von seinem ArtistShare-Album Autumn: In Moving Pictures. 2013 erhielt How About You der ArtistShare-Produktion Centennial – Newly Discovered Works of Gil Evans gleichfalls einen Grammy in dieser Sparte.

## Patentstreit
Am 30. September 2011 reichte Kickstarter Feststellungsklage gegen ArtistShare als Inhaber des grundlegenden Patents US7885887 Methods and apparatuses for financing and marketing a creative work und dessen Tochter FanFunded ein. KickStarter begründete dies mit der Befürchtung, Ziel einer möglichen Patentverletzungsklage zu sein. Im Februar 2012 widersprach ArtistShare den Beschwerden von Kickstarter insoweit, dass es keine Klageandrohung wegen Patentverletzung gegeben habe. In weiteren Ausführungen im Rechtsstreit wurde deutlich, dass ArtistShare offenbar nicht aufzeigen kann, dass es zu Patentverletzungen durch Kickstarter kommt.